# Inviluppo (matematica)

Lemniscata di Bernoulli ottenuta per inviluppo di circonferenze. Animazione realizzata in MSWLogo

In matematica, l'inviluppo di una famiglia o di un insieme di curve piane è la curva tangente a ciascun membro della famiglia in almeno un punto.
La più semplice espressione analitica di un inviluppo di curve nel piano {\displaystyle (x,y)} è data dalla coppia di equazioni
{\displaystyle F(x,y,t)=0\qquad \qquad (1)}
{\displaystyle {\frac {\partial F(x,y,t)}{\partial t}}=0\qquad \qquad (2)}
dove la famiglia è implicitamente definita da (1); la (2), in termini informali, individua i punti in cui la F(x,y,t) rimane "costante". Deve essere possibile fare la derivata parziale rispetto a t di ciascuna curva della famiglia.
Per una famiglia di curve nel piano definite dalle equazioni parametriche {\displaystyle (x(t,p),y(t,p))}, l'inviluppo si ottiene dall'equazione
{\displaystyle {\partial x \over \partial t}{\partial y \over \partial p}={\partial y \over \partial t}{\partial x \over \partial p}}
dove al variare del parametro p si ottengono le differenti curve della famiglia.

## Esempio

Animazione che mostra l'inviluppo di una famiglia di rette a inclinazione negativa

Si consideri il piano cartesiano, I quadrante, e in esso le rette passanti per i punti (0, k – t) e (t, 0), dove k è una costante e la famiglia di rette è generata dal variare del parametro t. La generica equazione di tali rette è y = −(k − t)x/t + k − t, ovvero, in forma implicita:
{\displaystyle F(x,y,t)=t^{2}+t(y-x-k)+kx=0}
Uguagliando a zero la derivata rispetto a t si ha:
{\displaystyle {\frac {\partial F(x,y,t)}{\partial t}}=2t+y-x-k=0}
da cui:
{\displaystyle t={\frac {-y+x+k}{2}}}
Sostituendo t nella definizione di F(x,y,t) si ottiene:
{\displaystyle x^{2}-2xy+y^{2}-2kx-2ky+k^{2}=0}
che è l'equazione della curva di inviluppo.